# Stanley Kramer
Stanley Earl Kramer, född 29 september 1913 på Manhattan i New York, död 19 februari 2001 i Woodland Hills i Los Angeles, var en amerikansk filmregissör och filmproducent. Sex av Kramers filmer blev nominerade i kategorin Oscar för bästa film. Hans filmer, speciellt de han regisserade, hade ofta ett starkt liberalt perspektiv (enligt amerikanska mått), och tog upp frågor som kärnvapenkrig (På stranden, 1959), rasism (Kedjan, 1958 och Gissa vem som kommer på middag, 1967) och kreationism vs. evolution (Vad vinden sår, 1960). Han behandlade även andra sociala frågor som de flesta andra filmstudios undvek, såsom girighet (En ding, ding, ding, ding värld, 1963) och orsakerna till samt effekterna av fascism (Dom i Nürnberg, 1961). Andra noterbara filmer är Sheriffen (1952, som producent), Myteriet på Caine (1954, som producent) och Narrskeppet (1965).
Kramer tog examen vid New York University 1933.
Stanley Kramer var gift tre gånger, först med skådespelaren Marilyn Erskine 1945 och i tredje giftet med skådespelaren Karen Sharpe, från 1966 fram till hans död. 

## Filmografi i urval
- 1952 – Prickskytten (producent)
- 1952 – Mina 6 fångar (producent)
- 1952 – Sheriffen (producent, ej krediterad)
- 1952 – Stolpsängen (producent)
- 1953 – Jagad man (producent)
- 1954 – Myteriet på Caine (producent)
- 1955 – Ej som en främling
- 1957 – Stolthet och passion
- 1958 – Kedjan
- 1959 – På stranden
- 1960 – Vad vinden sår
- 1961 – Dom i Nürnberg
- 1962 – Tryckpunkten (producent)
- 1963 – En ding, ding, ding, ding värld
- 1965 – Narrskeppet
- 1967 – Gissa vem som kommer på middag
- 1969 – Santa Vittorias hemlighet
- 1970 – R.P.M.
- 1971 – De utstötta
- 1973 – Oklahomas svarta guld
- 1977 – Biljett till helvetet